# Campañó
Campañó es una parroquia del municipio de Pontevedra, en la comunidad autónoma de Galicia, España. Tiene una población de 1830 habitantes (2019).

## Comunicaciones
La principal vía que atraviesa el municipio es la carretera comarcal PO-531, que une Pontevedra con Villagarcía de Arosa.
La Autopista del Atlántico cruza el pueblo pasando por zonas como Altabón.

## Equipamientos educativos
Tiene un colegio público llamado C.E.I.P Parada Campañó, en donde se forman alrededor de unos 100 niños aproximadamente, aparte del colegio privado Los Sauces.

## Geografía
Campañó está formado por distintos lugares, por ejemplo: Muíños, Barragáns, Piñeiro (O rincón da Marquesa), Moldes, Cabaleiro, Banqueira, Soutonovo, Cachapal, Parada de arriba, Parada de abaixo, A Galiana, Ferreiros, O Bispo, A Pedreira, Os Carballiños, Barra, A Boca, Campañó de Arriba, Ribeiro, Sabarís, Altabón, O Freixo (en donde hay una capilla), etc.
Campañó tiene una zona del Monte da Tomba en el que hay una cueva y las antenas de radio y televisión.

## Patrimonio
Los elementos patrimoniales más destacables son las seis mámoas y los petroglifos localizados en los castros de Fiestoso y de Outeiro. Asimismo, se han hallado diversos objetos y restos de cerámica junto al castro de Sineiro.
La iglesia parroquial era originalmente de estilo románico. Dado su estado ruinoso, su capilla mayor fue construida de nuevo a principios del siglo XVIII. Destaca en su interior una imagen gótica de la Virgen de O del siglo XIV y un gran retablo con la figura de San Pedro al fondo.

## Hidrografía
Por la parroquia pasa el río Rons, aparte de varios riachuelos. El río Rons desemboca en el río Lérez en Pontevedra, justo en la desembocadura del Lérez.

## Deportes
El Campañó A.D.X. de fútbol está en 2.ª regional, grupo 15. Viste camiseta roja, pantalón negro y medias negras. Hay dos equipos en la liga de veteranos de fútbol de la provincia: el Santo Paio (equipación roja) y el Campañó (camiseta verdiblanca a rayas verticales, pantalón blanco y medias verdes).El campo de juego es de hierba sintética de 90x50 metros aproximadamente.

## Festividades
A finales de junio se celebra la festividad de San Pedro en el campo de la fiesta de O Cabaleiro, a 25 m de la iglesia parroquial. Un día después es la fiesta de Santo Paio en el recinto de fiesta de Santo Paio. El tercer fin de semana de septiembre se celebra la festividad de Los Dolores en el campo de la fiesta de O Cabaleiro y el 12 de octubre se celebra la festividad del Pilar en el lugar de Sabarís.